# Ciceronia
Ciceronia, monotipski rod glavočika iz podtribusa Critoniinae opisan 1925. godine. 

## Opis
Rod Ciceronia uključuje jednu zeljastu vrstu s Kube. Ističe se po obliku rozete, goloj stabljici, tomentoznim listovima i čekinjastim  papusom.

## Sinonimi
Nema.